# Béthemont-la-Forêt
Béthemont-la-Forêt egy község Franciaországban. Lakosainak száma 426 fő (2022. január 1.).

## Földrajza
Béthemont-la-Forêt Chauvry, Taverny és Villiers-Adam községekkel határos.